# Hannewackersee
Der Hannewackersee ist ein See in der Stadt Aschaffenburg in Bayern.

## Geographie
Der Hannewackersee befindet sich im Südwesten der Fasanerie am Rande der etwa 20.000 Quadratmeter großen Großmutterwiese, nahe dem Zentrum von Aschaffenburg. Gegenüber der Herz-Jesu-Kirche, liegt der kleine See von Bäumen umgeben. Der etwa 50 m lange und 20 m breite Hannewackersee wird heute vom kanalisierten Kühruhgraben durchflossen, der daraufhin in einen Seitenarm des Röderbaches mündet.

## Geschichte
Der Name Hannewackersee kann als Ergebnis des Versuchs angesehen werden, die eigentliche, seit der Vorkriegszeit eingeführte umgangssprachliche Bezeichnung des Teiches an der Großmutterwiese und des daneben angelegt gewesenen Kinderplanschbeckens, nämlich Hannewackel-Dudel-See, ins Amtsdeutsche umzuformen.  Die Bezeichnung Hannewackeldudelsee wird  mit einer Erzählung erklärt, nach der ein Betrunkener namens Hannewacker im See umgekommen sei. Ansonsten bezeichnet Hannewackel in der Aschaffenburger Umgangssprache ein Bübchen, das Laufen lernt; Dudel bedeutet Schnuller. Der Name Hannewackel-Dudel-See wurde aber selbst in amtlichen Schreiben weiterverwendet, etwa von Tiefbauamt und Stadtkämmerei. Das Kinderplanschbecken und die angrenzende ehemalige Eislauffläche des Wintersportvereins wurden 2016 durch einen versiegelten Wasserspielplatz ersetzt. Lediglich der Hannewackel-Dudel-See ist als Teichanlage an der Großmutterwiese erhalten geblieben.